# Wpływ społeczny
Wpływ społeczny – proces opisywany przez psychologię społeczną, podczas którego dochodzi do zmiany zachowania, uczuć, emocji lub opinii jednostki, na skutek tego, co myślą, czują bądź też robią inni ludzie, jak również na skutek celowego wpływu i manipulacji. Wpływ społeczny przybiera różne formy i może być przyjmowany za porozumieniem społecznym, może mieć formę presji, być wynikiem posłuszeństwa, oddziaływania przywódczego, perswazji, bądź też wynikiem marketingu. Może występować także wówczas, gdy jednostki wyobrażają sobie obecność innych ludzi .

## Warianty wpływu społecznego
W 1958 roku harvardzki psycholog Herbert Kelman zidentyfikował i opisał trzy główne warianty wpływu społecznego:
- zgodność (compliance) – ludzie pozornie zgadzają się z innymi, ale w rzeczywistości prywatne zachowują odrębne swoje opinie,
- identyfikacja (identification) – ludzie są pod wpływem kogoś, kto jest lubiany i szanowany,
- internalizacja (internalization) – ludzie akceptują przekonania lub zachowania i zgadza się z nimi zarówno publicznie, jak i prywatnie.

Morton Deutsch i Harold Gerard opisują dwie potrzeby psychiczne, które doprowadzają ludzi do dostosowania względem oczekiwań innych. Jest to potrzeba zachowania pozytywnego obrazu siebie (informational social influence) oraz potrzeba bycia akceptowanym społecznie (normative social influence). Wpływ informacyjny (social proof) to wpływy mający na celu przyjęcia przekazywanej informacji od kogoś jako prawdziwego faktu opisującego rzeczywistość. Wpływ informacyjny ma miejsce w sytuacji gdy odbiorcy są niepewni, bodźce mają charakter niejednoznaczny lub istnieje ryzyko dezaprobaty społecznej. Normatywny wpływ jest zjawiskiem wynikającym z imperatywu dostosowania do oczekiwań innych. W kategoriach typologii Kelmana normatywny wpływ prowadzi do zgodności społecznej, a wpływ informacyjny prowadzi do osobistej akceptacji i przyjęcia faktów.

## Czynniki wpływu społecznego
Dzięki badaniom eksperymentalnym zidentyfikowano trzy czynniki określające siłę wpływu grupy na jednostkę:
- Siła przekonywania – suma czynników (stałych, takich jak status społeczny, siła głosu i charakterystycznych dla sytuacji, jak np. motywacja do wpływania na innych) decydujących o sile przekonywania danej osoby. Im większa jest ta zmienna, tym bardziej osoba może wpływać na inne i mniej poddawać się wpływom innych.
- Bliskość – odległość w przestrzeni społecznej, w tym także w przestrzeni fizycznej, mającej wpływ na intensywność kontaktów między dwiema osobami – wpływającą i poddającą się wpływowi społecznemu.
- Liczba osób – siła wpływu wzrasta jako pierwiastek liczby osób wpływających na jednostkę.

Czynniki te wykorzystuje się m.in. w dynamicznej teorii wpływu społecznego, gdzie próbuje się określić oddziaływanie postaw jednostek na kształtowanie opinii publicznej. Każda jednostka traktowana jest jako pojedynczy aktor oddziałujący na innych i poddający się oddziaływaniom zależnie od siły przekonywania i parametru odległości, zgodnie z wzorem:
{\displaystyle W_{i}=\left(\sum \limits _{1}^{N}\left({\frac {s_{j}}{d_{ij}^{2}}}\right)^{2}\right).}
We wzorze tym {\displaystyle W_{i}} oznacza wielkość wpływu na osobę {\displaystyle i,} {\displaystyle s_{j}} oznacza siłę przekonywania osoby {\displaystyle j} a {\displaystyle d_{ij}} odległość między osobami {\displaystyle i} oraz {\displaystyle j}.

## Przejawy wpływu społecznego
1. Naśladownictwo – kopiowanie zachowań innych we własnym działaniu (np. dziecko grające w agresywne gry komputerowe naśladuje brutalne sceny w zabawie z rówieśnikami. Przebiega ono na automatycznym przyjmowaniu cudzych reakcji emocjonalnych czy behawioralnych, np. przebywamy w towarzystwie kogoś, kto stale drapie się po głowie, wkrótce i my zaczniemy wykonywać jego ruchy. związane jest z aktywności neuronów lustrzanych)[7],
2. Konformizm – jest to uleganie rzeczywistemu, jak i wyobrażeniowemu naciskowi ze strony innych. Polega na upodabnianie własnego zdania lub postępowania do tego, którzy mają inni ludzie[7],
3. Posłuszeństwo wobec autorytetu – to podporządkowanie się tym ludziom, którzy spostrzegani są jako autorytety bądź którzy posiadają władzę. Polecenia przełożonego działają jak wyzwalacze posłuszeństwa – jednostka podporządkowuje się im bezmyślnie, nawet wtedy, gdy są bezzasadne lub narażają ją na niebezpieczeństwo. Działają one bowiem automatycznie[7].

## Wpływ społeczny w marketingu
Powołując się na badanie przeprowadzone przez serwis Consumerist – 7 na 10 osób szuka opinii w internecie. Wykorzystanie społecznego dowodu słuszności na stronie internetowej może utwierdzić odbiorcę o słuszności wyboru. Umiejętne wykorzystanie social proof jest jednym z czynników, które decydują o skuteczności prowadzonych działań marketingowych.
Do najpopularniejszych zastosowań social proof na stronach internetowych należą:
1. opinie innych klientów,
2. polecenia influencerów,
3. wykorzystanie danych liczbowych – np. liczba osób obserwujących daną markę w mediach społecznościowych,
4. wykorzystanie logotypów – wskazanie logotypów, z którymi identyfikuje się grupa odbiorców.